# Phytodietus concolor
Phytodietus concolor är en stekelart som först beskrevs av Gyöö Viktor Szépligeti 1908.  Phytodietus concolor ingår i släktet Phytodietus och familjen brokparasitsteklar. Inga underarter finns listade i Catalogue of Life.